# Простые геральдические фигуры
Простые (второстепенные) геральдические фигуры произошли из почётных путём их уменьшения, урезания, удвоения, утроения и так далее. Они могут располагаться по направлениям почётных фигур, то есть в столб, в пояс, в крест и так далее, и помещаться на почётных фигурах. По своей форме они делятся в основном на треугольные («остриё», «клин», «треугольник»), четырёхугольные («квадрат», «брусок», «гонт», «ромб»), круглые («безант», «шар», «дуга») и условные («титло» или «турнирный воротник»).
Диминативы (англ. diminutive) — уменьшенные версии почётных фигур, составляющие 1/2, 1/4 или 1/8 их ширины. В русской геральдике эти фигуры называются узкими.
| Термин                         | (фр.)            | Пояснение | Рисунок |
| ------------------------------ | ---------------- | --- | ------- |
| Пирамида                       | chape            | фигура в виде треугольника, вершина которого касается середины верхней стороны щита, а боковые грани проходят через нижние углы щита; во французской геральдике считается не геральдической фигурой, а фигурой деления                                              |         |
| Остриё                         | pile             | треугольник, имеющий основанием одну из сторон щита или его основание. |         |
| Клин                           | giron            | прямоугольный треугольник, помещённый обычно в правом верхнем углу щита. |         |
| Квадрат                        | delf             | равносторонний прямоугольник; квадраты, сплошь покрывая щит или почетную фигуру, делают их шахматными |         |
| Брусок                         |                  | прямоугольник, у которого высота равна 1/2 основания. |         |
| Гонт                           | billet           | прямоугольник, имеющий высоту, равную двум основаниям. |         |
| Ромб                           | losange          | равносторонний четырёхугольник с двумя острыми и двумя тупыми углами, причём верхний угол — острый. Просверленный ромб фр. rustre Сквозной ромб фр. macle |         |
| Веретено                       | fusée            | вертикально вытянутый небольшой ромб. |         |
| Дуга                           | arqué            | называется также излучистой полосой |         |
| Боковики                       | flanches         | сегменты круга, расположенные по обеим сторонам щита, или дуги, обращённые выпуклой стороной к центру щита, идущие из верхних углов в нижние. Всегда изображаются в паре. Вероятно, эта фигура происходит от загнутых сторон щита, закрывающих локти воина.         |         |
| Внутренняя кайма               | orle             | диминутив каймы, несколько отступающий от края. Термин «in orle» применяется тогда, когда какие-либо объекты располагаются в щите вокруг его центральной части, с отступом от края                                                                                  |         |
| Вольная часть                  | canton           | прямоугольная область несколько меньше одной (правой или левой) четверти четверочастного щита; может располагаться справа или слева; применяется в гербах городов, где помещается эмблема губернии или области.                                                     |         |
| Плетение, решетчатое сплетение | frette           | распространенная в европейской геральдике фигура. |         |
| Щиток                          | ecusson          | малый щит, расположенный в центре основного щита |         |
| Титло, турнирный воротник      | lambel           | горизонтальная линия с «отростками» вниз. В Англии является бризурой старшего сына. В России иногда используется для указания на второстепенность, зависимость |         |
| Безант (круг, шар)             | besant, tourteau | если эта фигура металлическая, она показывается в виде плоского диска, а если финифтяная, изображается выпуклой и называется «шар». Кроме того, кружок может быть и меховым. В западноевропейской геральдике roundel каждого цвета имеет своё название и значение). |         |